# Ahlmannfonna
Der Ahlmannfonna (historische Bezeichnung: Ahlmann Ice) ist ein Gletscher im Prins-Oscars-Land auf Nordaustlandet.
Der Gletscher hat einen Durchmesser von etwa 6 km und ist nach dem schwedischen Geographen Hans Wilhelmsson Ahlmann (1889–1974) benannt, der 1931 und 1934 Expeditionen nach Spitzbergen leitete.